# Ystad Ridklubb
Ystad Ridklubb är en ridklubb som ligger i Bredasten utanför Ystad i Skåne. Klubben bildades i Ystad 4 november 1927, men flyttade därifrån till Bredasten år 2000. Där finns ett ridskolestall och ett privatstall samt ett antal ridlärare. Stallet har 40 boxar.
Klubben bedriver ridskoleverksamhet, tävlingsverksamhet och rehabridning.